# حاکم ون ژو خاوری
حاکم ون ژو خاوری (به چینی: 東周文公) با نام شخصی جی جیه (به چینی: 泄杰)؛ که با نام پادشاه هوی ژو (به چینی: 周惠王) از ۲۵۵ پ. م تا ۲۴۹ پ. م بر ایالت از هم گسیخته باقی‌مانده از دودمان ژو حکومت کرد و سرانجام توسط ارتش چین اسیر و اعدام شد. ون آخرین عضو دودمان ژو بود که ادعای تاج و تخت چین را داشت، اگرچه او هرگز خارج از قلمرو کوچک خود در چنگژو به عنوان پادشاه شناخته نشد. ون مجبور بود تمام دوران سلطنت خود را صرف مبارزه با ایالت چین کند، مرگ او به معنای پایان نهایی دودمان ژو بود.

## زندگی
جی جیه در خانواده بزرگ سلطنتی جی متولد شد که از سال ۱۰۴۶ پ. م بر چین حکومت می‌کردند، اگرچه در زمان او این دودمان عملاً ناتوان شده بود. سرزمین باقی مانده آنها درگیر ستیزهای داخلی و اختلافات جانشینی بود، به طوری که به دو دسته تقسیم شد که توسط اشراف رقیب رهبری می شد: ژو غربی و ژو شرقی. جیه، به عنوان حاکم ون، از چنگژو بر شرق حکومت می کرد، و تا حد زیادی اقتدار پادشاه نان ژو را که در وانگ‌چنگ زندگی می‌کرد و توسط اشراف غربی حمایت می شد نادیده می‌گرفت. با این حال، در سال ۲۵۶ پ. م، جنگ بین ژو غربی به رهبری نان و ایالت چین در زمان پادشاه ژائوشیانگ چین آغاز شد. چین غرب را ضمیمه کرد، پادشاه نان را خلع کرد و به زور به دودمان ژو پایان داد. بسیاری از شهروندان و اعضای خاندان سلطنتی سپس به شرق ژو گریختند و در آنجا ون را به عنوان پادشاه چین (پسر آسمان) در ۲۵۵ پ. م معرفی کردند.
ون که با جی ژائو، پسر پادشاه نان متحد شده بود، مقاومتی را علیه چین سازمان داد و موفق شد آخرین سنگرهای ژو را به مدت شش سال حفظ کند. نیروهای جی ژائو در ۲۵۱ پ. م شکست خوردند و دو سال بعد ارتش چین چنگژو را تصرف کرد. ون اعدام شد، و برای خدمات لو بووی نسبت به پادشاه ژوائوشیانگ، شهر به او داده شد. بقیه اعضای خاندان جی به ایالت ویی گریختند.

## منبع
1. 1 2  Tan (2014), p. 37.
2. ↑  Schinz (1996), p. 80.
3. ↑  Schinz (1996), p. 80.
4. ↑  Sima (1995), p. 83.
5. ↑  Sima (1995), p. 78.
6. ↑  Tan (2014), p. 37, 56.